# Sebastian Räbiger
Sebastian Räbiger (* 1975) war vom 3. Oktober 2002 bis zur Verbotsverfügung am 31. März 2009 „Bundesführer“ (Vereinsvorsitzender) der Heimattreuen Deutschen Jugend (HDJ).

## Aktivitäten
Räbiger, der seit 1998 auch für die Mitgliederzeitschrift der Jungen Nationaldemokraten Der Aktivist schreibt, war verantwortlich im Sinne des Presserechts für die Vereinszeitung der HDJ Funkenflug.
Vor dem Verbot der Wiking-Jugend war Räbiger Leiter des „Gaus Sachsen“.
Räbiger wurde 2008 vom Amtsgericht Zossen wegen gefährlicher Körperverletzung verurteilt. Die Strafe belief sich auf 100 Tagessätze zu je 30 Euro. Er hatte im November 2006 am Rande des „Märkischen Kulturtags“ in Blankenfelde zwei Journalisten angegriffen, darunter die über die HDJ konspirativ recherchierende Journalistin Andrea Röpke. Seine Berufung gegen das Urteil wurde am 28. Juni 2010 vom Landgericht Potsdam verworfen.
Räbiger wurde als Vereinsvorsitzendem der HDJ die vom Bundesministerium des Innern erlassene Verbotsverfügung zugestellt. Räbiger wurde auch in parlamentarischen Anfragen und von Verfassungsschutzbehörden namentlich erwähnt.